# Shuiyang Jiang
Shuiyang Jiang är ett vattendrag i Kina. Det ligger i den östra delen av landet, 1 000 km söder om huvudstaden Peking.